# هوارد إ. واسدين
هوارد إ. واسدين (بالإنجليزية: Howard E. Wasdin)‏ (ولد باسم هوارد إ. ويلبانكس (بالإنجليزية: Howard E. Wilbanks)‏ في 8 نوفمبر 1961 في بوينتون، الولايات المتحدة) عضو سابق في بحرية الولايات المتحدة حيث عمل بحار في قيادة القوات أسطول الولايات المتحدة الأمريكية بالإضافة إلى قوة العمليات الخاصة الابتدائية للبحرية الأمريكية. بعد تسريحه بشرف شارك في كتابة مذكرات السيرة الذاتية فريق سيل السداسي: مذكرات قناص بحري من النخبة. كما كتب أنا محارب في فريق سيل السداسي: مذكرات جندي أمريكي. كان واسدين خدم في عملية عاصفة الصحراء وكان جزءا من العملية القبض على أمير الحرب الصومالي محمد فرح عيديد. في العملية أصيب واسدين برصاصة وفقد تقريبا ساقه. بعد 12 عاما من الخدمة يعيش الآن في جورجيا حيث يعمل في عيادة بتقويم العمود الفقري.